# Ireneusz Kocyłak
Ireneusz Kocyłak (ur. 1 października 1945 we Włoszczowie) – polski aktor, poeta i dramaturg.

## Życiorys
W 1967 ukończył studia na Wydziale Aktorskim Państwowej Wyższej Szkoły Teatralnej w Warszawie.
Pracował w Teatrze im. St. Jaracza w Olsztynie (1967–1970), Teatrze Ziemi Mazowieckiej w Warszawie (1970–1973), w warszawskim Teatrze Syrena (1973–1982) oraz w Teatrze Współczesnym (1982–2010).

## Twórczość literacka
Wydał tomiki wierszy: Ruchomy Teatr (1994), Psalmy Judasza (1995), Zapiski niedowiarka (2005), Para za parą (2010), Nieziemskie rozkosze (2011), Akrostychy (Imionnik serdeczny, Typy dla Ksantypy) w 2012, Bosski świat – poemat satyryczno-polityczny w 2013, Kocy, kocy, bajki. Szarady dla Majki (2014), Gorzkie sny. Ona. Wiersze i W ramionach Talii. Fraszki w 2015 roku.
W wydaniu książkowym ukazały się sztuki: Koktajl Mołotowa (2001), Skansen, Made in Poland (1996), Siewcy wiatru [Odbicia, Znienacka, Na niby] (2010), Dramaty (Letarg, Mgła) w roku 2013 oraz Moralitety. Everyman show. Nieludzki upadek człowieka w 2021.
Jako dramaturg debiutował sztuką Kochać bliźniego w Teatrze Popularnym w Warszawie. Wystawił również Komedię rodzinną w Teatrze Współczesnym we Wrocławiu i Ostry makijaż  w stołecznej Syrenie. Teatr Polskiego Radia w Warszawie zrealizował słuchowiska Bez jakichkolwiek podejrzeń, Za rok, za dzień, za chwilę, Maski oraz Źródło prawdy o sobie samym.
Laureat konkursów na polską sztukę współczesną w Bydgoszczy i Wrocławiu (Made in Poland, Światło, Żyjąc w łagodnym rytmie serca).
Wiersze publikował w „Poezji”, „Kulturze”, „Barwach”, „Akancie”, a także w olsztyńskim i warszawskim Radiu. Drobne utwory satyryczne drukował w stołecznych „Szpilkach”.
Zajmuje się także pisaniem tekstów piosenek. Współpracował m.in. z kompozytorami A. Skorupką, J. Ptaszynem Wróblewskim, J.A. Markiem, M. Górnym i wokalistami: D. Rinn, R. Rolską, E. Jodłowską, J. Połomskim, J. Stępowskim, T. Woźniakowskim, który także skomponował muzykę do wielu jego tekstów. Z Ryszardem Poznakowskim napisał musical Ostry makijaż (Make-up), prapremiera w Teatrze Syrena; także nagranie płytowe w 1992. Aktualnie współpracuje z Ryszardem Pieczarą i młodym kompozytorem i wokalistą Arturem Frączkiem, a także z aktorką i wokalistką Joanną Jeżewską.
Sporadycznie zajmuje się literaturą dla dzieci – w 1990 opublikował książeczkę dla najmłodszych pt. Dziwne zwierzę oraz w 2012 zbiór wierszy i bajek dla dzieci pt. Podróże Pana Sójki i inne bajki wydane przez Stowarzyszenie Oświatowe Sycyna .
Ceniony autor szarad i drobnych form szaradziarskich, od lat współpracuje z warszawską „Rozrywką”.